# 灰毛杜英
灰毛杜英（学名：Elaeocarpus limitaneus）为杜英科杜英属下的一个种。

## 扩展阅读
維基物種上的相關：灰毛杜英